# 森下薫
森下 薫（もりした かおる）は、日本の女性漫画家。東京都出身。
代表作に『JUMP! 〜シッティングバレーボール物語〜』など。

## 経歴
雑誌『YOU』（集英社）でデビュー（別ペンネーム）。森下薫として、『Kiss』（講談社）の「最後の恋人」でフェニックス賞を受賞。代表作は「JUMP! 〜シッティングバレーボール物語〜」。講談社『Kiss PLUS』にて「少女共和国」を連載。
（参照）講談社コミックプラス

## 作品リスト
- 「新宿姫1」（講談社、2004年4月）ISBN 978-4063404814
- 「新宿姫2」（講談社、2004年9月）ISBN 978-4063405040
- 「新宿姫3」（講談社、2005年3月）ISBN 978-4063405385
- 「JUMP!～シッティングバレーボール物語 1」（講談社、2006年10月）ISBN 978-4063406177
- 「JUMP!～シッティングバレーボール物語 2」（講談社、2007年5月）ISBN 978-4063406467
- 「JUMP!～シッティングバレーボール物語 3」（講談社、2008年4月）ISBN 978-4063406979
- 「シッティンガールズ～シッティングバレーボール物語～」（講談社、2008年9月）ISBN 978-4063755558
- 「少女共和国 1」（講談社、2010年1月）ISBN 978-4063407860
- 「少女共和国 2」（講談社、2010年10月）ISBN 978-4-06-340822-5